# Парагвај на Светском првенству у атлетици на отвореном 2013.
Парагвај је учествовао на Светском првенству у атлетици на отвореном 2013. одржаном у Москви од 10. до 18. августа четрнаести пут, односно учествовао је на свим првенствима до данас. Репрезентацију Парагваја представљао је један такмичар који се такмичио у бацању копља.
На овом првенству Парагвај није освојио ниједну медаљу, али је	Виктор Фатеча оборио лични рекорд.

## Резултати

### Мушкарци
| Атлетичар     | Дисциплина   | Лични рекорд | Група    | Група     | Полуфинале | Полуфинале | Финале               | Финале  | Детаљи |
| Атлетичар     | Дисциплина   | Лични рекорд | Резултат | Место     | Резултат   | Место      | Резултат             | Место   | Детаљи |
| ------------- | ------------ | ------------ | -------- | --------- | ---------- | ---------- | -------------------- | ------- | ------ |
| Виктор Фатеча | Бацање копља |              | 79.03 ЛР | 8. у гр Б |            |            | Није се квалификовао | 19 / 33 |        |